# داریو جونیور
داریو جونیور (انگلیسی: Dário Júnior؛ زادهٔ ۱۱ سپتامبر ۱۹۹۱) بازیکن فوتبال اهل برزیل است.
از باشگاه‌هایی که در آن بازی کرده‌است می‌توان به باشگاه ورزشی تروفنس و باشگاه فوتبال کپز اشاره کرد.